# Partito dei Lavoratori (Turchia)
Il Partito dei Lavoratori turco (in turco İşçi Partisi, İP) è stato un partito politico turco, guidato da Doğu Perinçek. L'İP era erede del Partito Rivoluzionario dei Lavoratori e dei Contadini di Turchia (TİİKP) e del Partito Socialista (SP), entrambi vietati dal governo turco in epoche diverse. 
Nel febbraio del 2015 IP ha cambiato nome in Partito Patriottico (in turco: in turco Vatan Partisi), accentuando l'ancoraggio ai principi del kemalismo e avvicinandosi al Partito della Giustizia e dello Sviluppo di Recep Tayyip Erdoğan.

## Ideologia

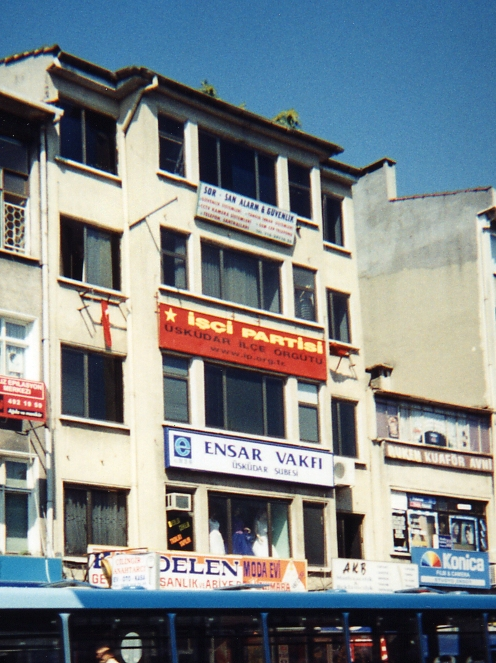
Ufficio dell'İP a Üsküdar.

L' İP univa una retorica rivoluzionaria a elementi di patriottismo turco, dal momento che sosteneva gli ideali del kemalismo. Tradizionalmente l'İP si rifaceva al maoismo e lo coniugava con la tradizione di Mustafa Kemal Atatürk, da loro considerato un "rivoluzionario borghese democratico di sinistra". La strategia di İP era  quella della "Rivoluzione Democratica Nazionale". Il connubio ideologico neo-nazionalista tra kemalismo e nazionalismo di sinistra è definito in Turchia col nome Ulusalcılık, ideologia elaborata da Mümtaz Soysal e dallo stesso Doğu Perinçek.
In merito alla questione curda İP riteneva che una soluzione basata sulla fratellanza fra le etnie dovesse escludere a priori ogni iniziativa dell'imperialismo nel Medio Oriente. Secondo İP, il Partito dei Lavoratori del Kurdistan (PKK) guidato da Abdullah Öcalan era sotto controllo del governo statunitense fin dalla prima Guerra del Golfo. Per İP era possibile e necessario unire il popolo turco con il popolo curdo all'interno dei confini di uno Stato nazionale unitario di stampo "anti-imperialista". Il separatismo etnico era diventato, secondo İP, uno strumento dell'imperialismo statunitense per distruggere i mercati nazionali nel terzo mondo ed evitare il sorgere di potenze ad esso concorrenti. Secondo İP la chiave di volta del problema sarebbe stata quella di demolire le strutture feudali che permanevano nelle province turche a maggioranza curda.
L'İP condivideva con i nazionalisti turchi questioni come quella cipriota e quella armena. Il presidente dell'İP venne condannato in Svizzera per aver pubblicamente negato il genocidio armeno, definito "menzogna degli imperialisti". İP ha peraltro pubblicato numerosi libri sorti da ricerche negli archivi sovietici di Mosca che avvalorano le tesi negazioniste del genocidio armeno.
L' İP pubblicava un settimanale di attualità politica Aydınlık (diventato quotidiano nel 2011 e passato nel 2015 al Partito Patriottico), una rivista mensile di teoria marxista Teori e il mensile di divulgazione scientifico-razionalista Bilim ve Ütopya. Controllava le trasmissioni di un canale TV chiamato Ulusal Kanal ed era proprietario della casa editrice Kaynak Yayınları.

## Organizzazione
Il movimento studentesco dell'İP si chiamava Öncü Gençlik (Avanguardia Giovanile), il movimento destinato invece agli apprendistiEmekçi Gençlik (Gioventù Operaia). L'organizzazione femminile dell'İP si chiamava Öncü Kadin (Donna Avanguardista).